# Kirschberg (Naumburg)
Der Kirschberg ist eine innerstädtische Erhebung eines Hügels in Naumburg unterhalb des Bürgergartens. Die Luisenstraße (Naumburg) führt auf diesen. An deren Ende gabelt sich die Luisenstraße in Jahnstraße und Kirschberg. Diese reicht wiederum bis zur Schillerstraße. Zwischen den Straßenzügen Jahnstraße und Kirschberg erstreckt sich zudem der Goetheweg.

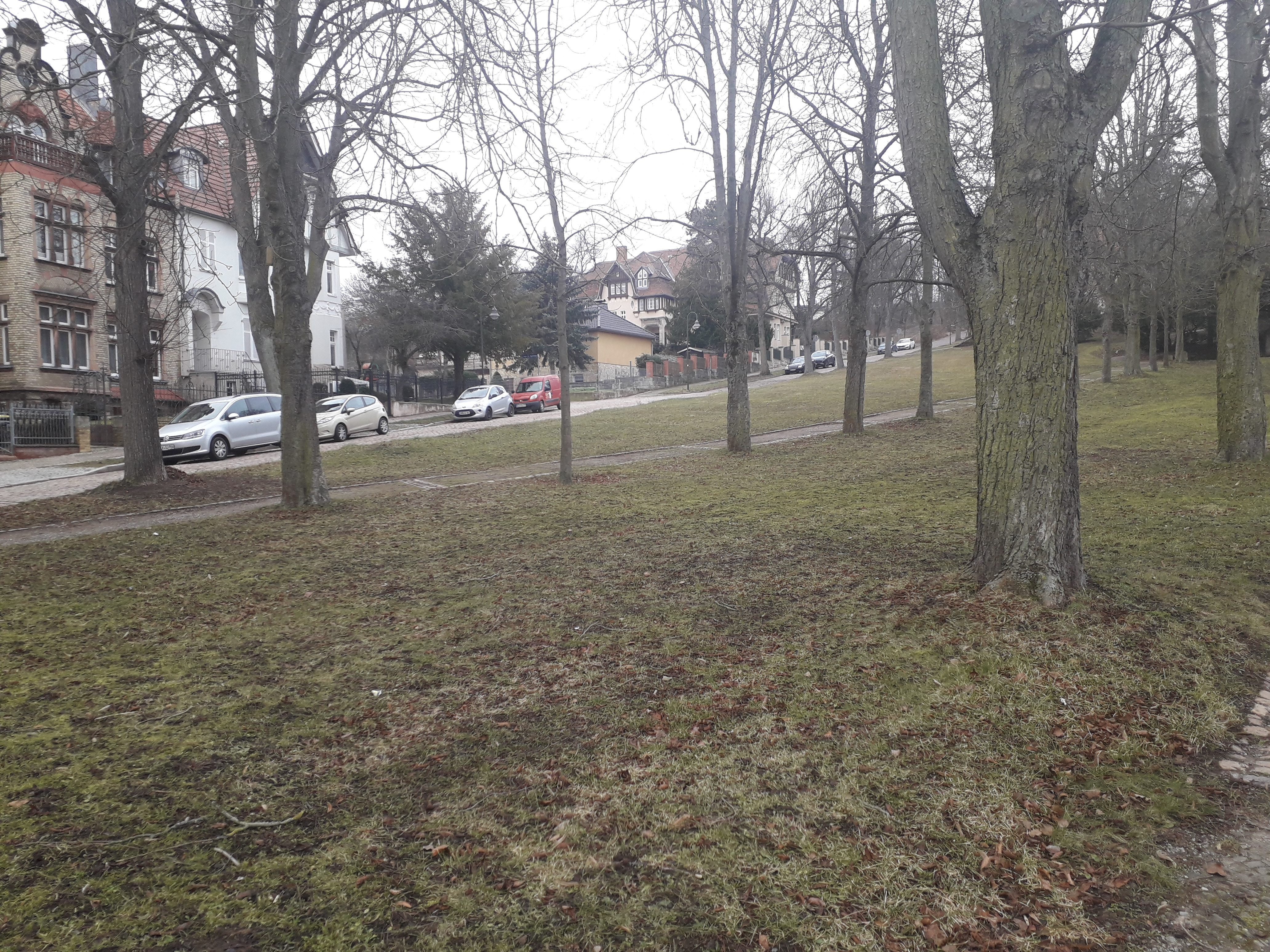
Villen am Kirschberg

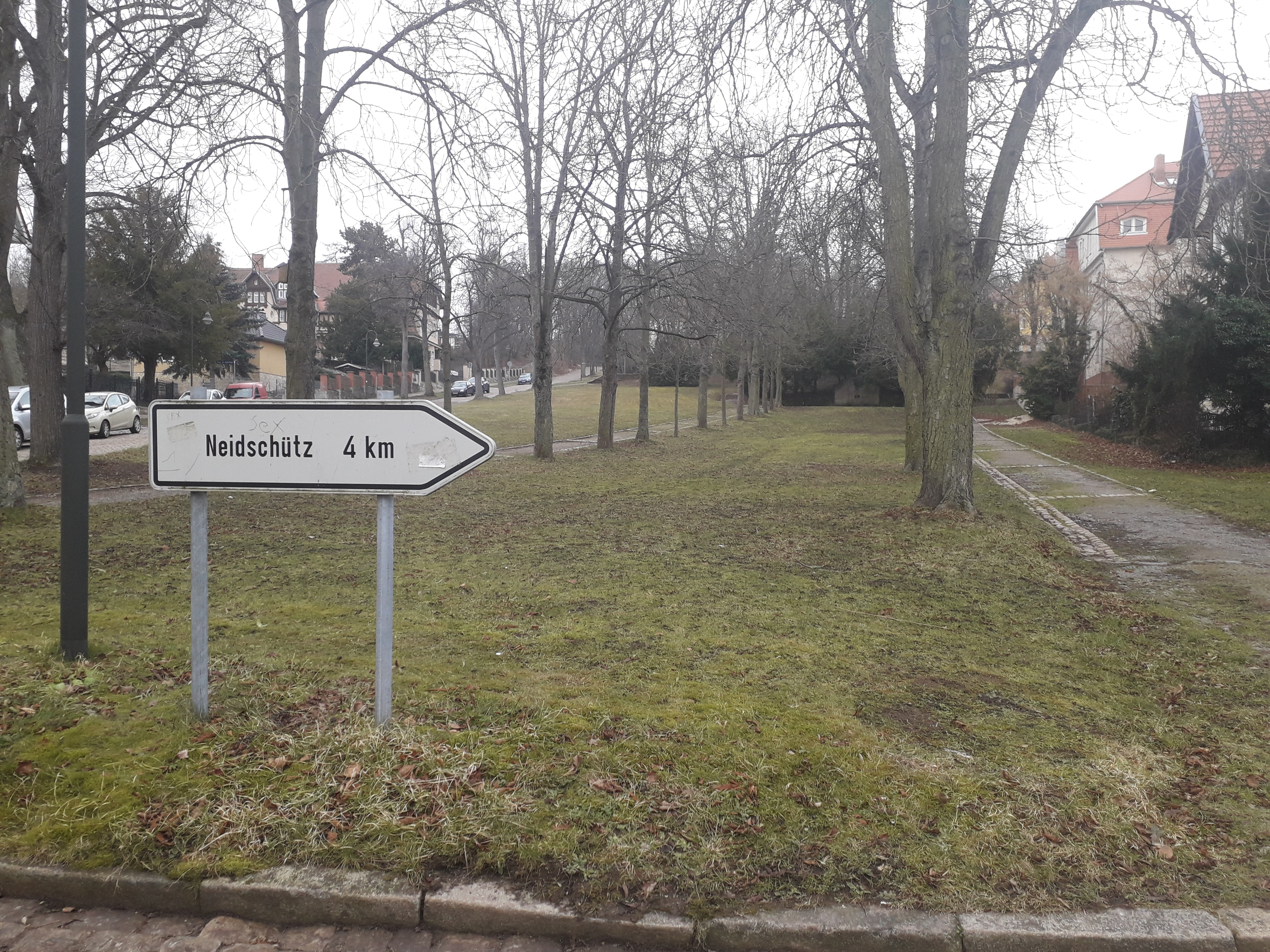
Kirschberg mit Blick auf das Luisendenkmal

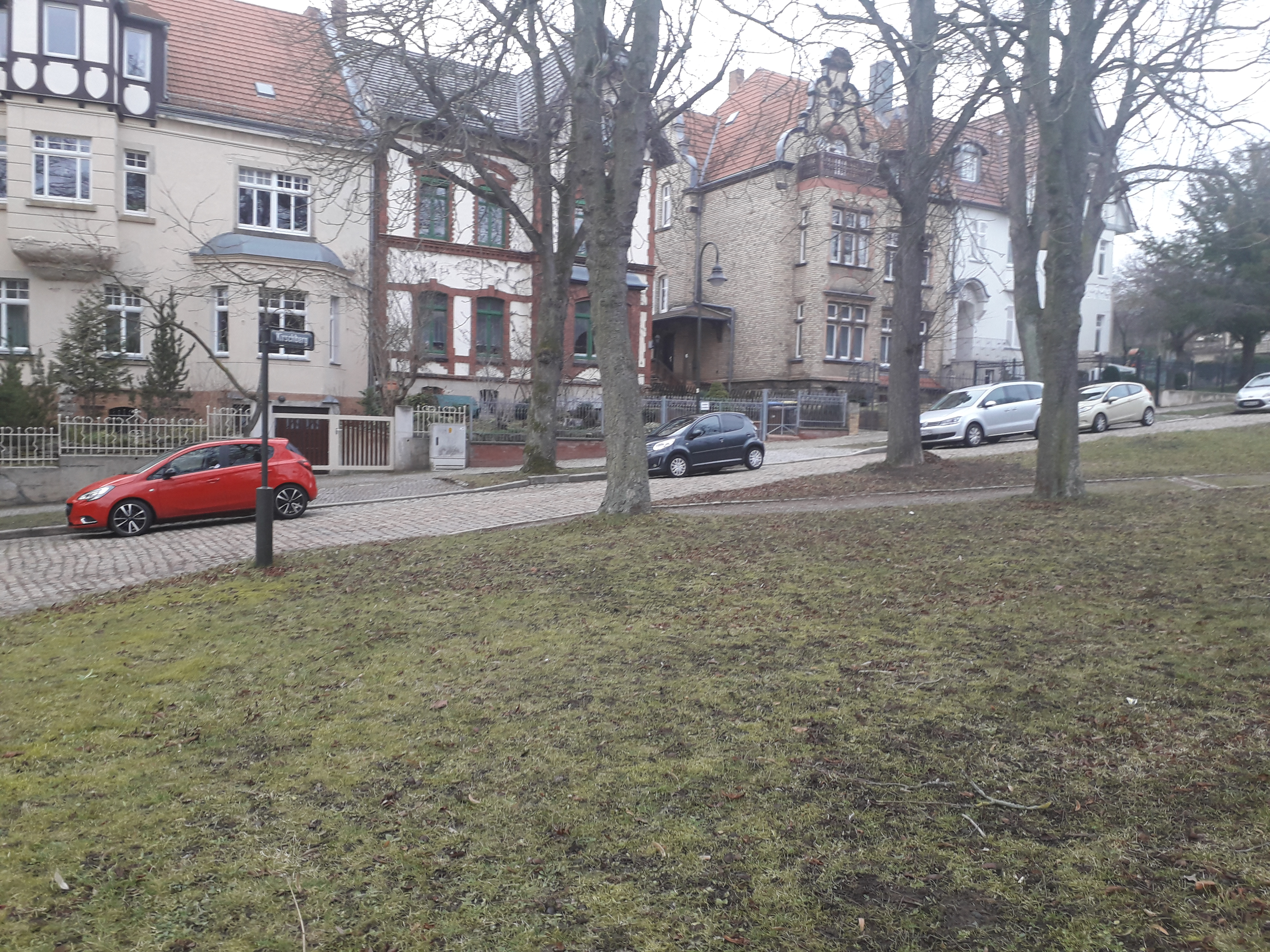
Wohnhäuser am Kirschberg

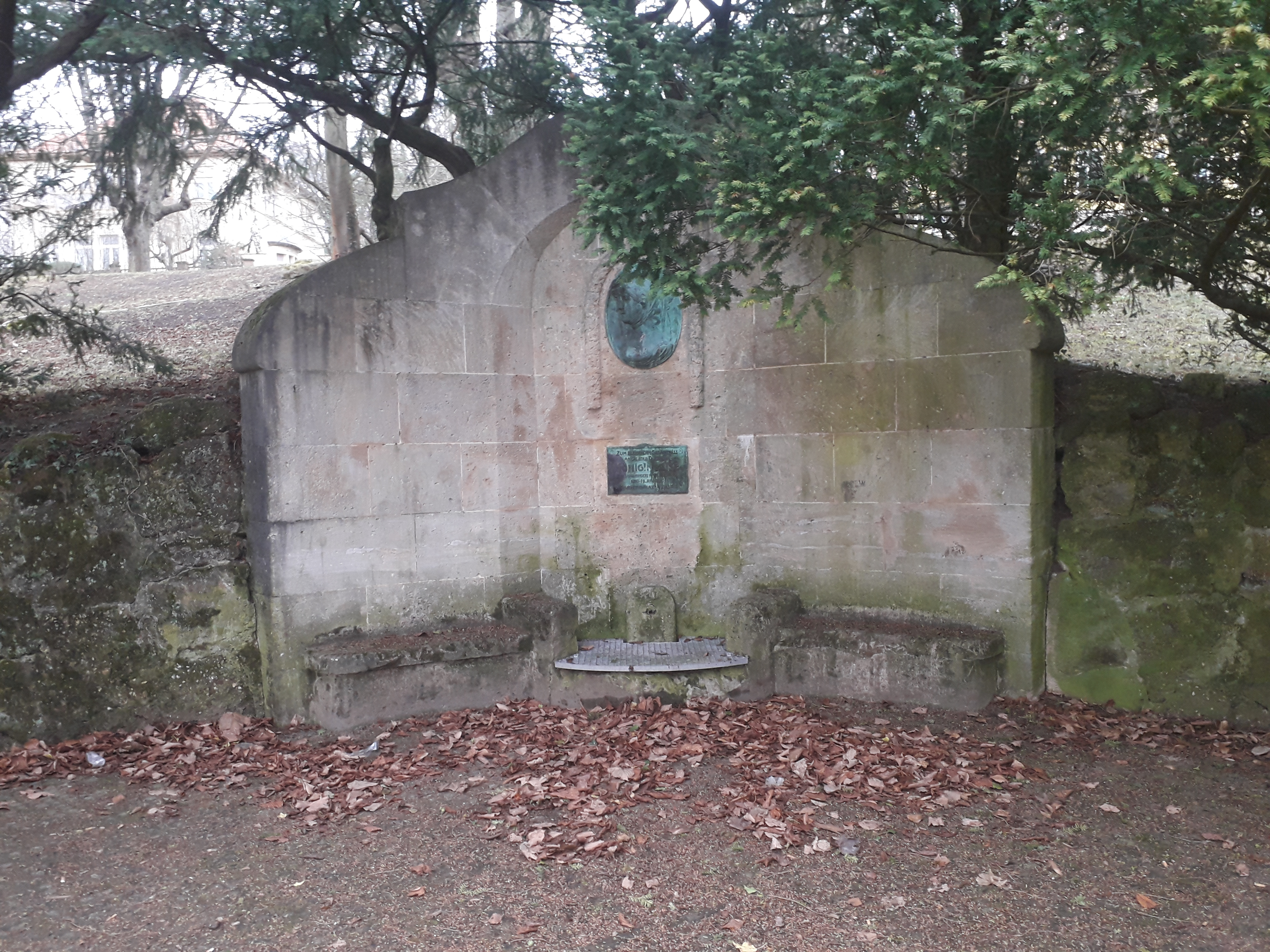
Luisendenkmal auf dem Kirschberg

In dessen Mitte ist das Luisendenkmal 1911 aufgestellt worden. Der Straßenzug Kirschberg mit seinen Jugendstilvillen steht auf der Liste der Kulturdenkmale in Naumburg (Saale). Der Kirschberg ist in der Winterszeit eine beliebte Rodelstrecke. An wichtigen Einrichtungen ist das Kinder- und Jugendheim "Edith Stein" zu nennen.